# Dulęba (Ostojów)
Dulęba – przysiółek wsi Ostojów położona w  województwie świętokrzyskim w powiecie skarżyskim w gminie Suchedniów.
W latach 1975–1998 miejscowość administracyjnie należała do województwa kieleckiego.
Wierni Kościoła rzymskokatolickiego należą do parafii św. Alojzego Orione w Ostojowie.